# Tetraopes sublaevis
Tetraopes sublaevis är en skalbaggsart som beskrevs av Thomas Casey 1913. Tetraopes sublaevis ingår i släktet Tetraopes och familjen långhorningar. Inga underarter finns listade i Catalogue of Life.